# Perizoma condignata
Perizoma condignata är en fjärilsart som beskrevs av Louis Beethoven Prout 1938. Perizoma condignata ingår i släktet Perizoma och familjen mätare. Inga underarter finns listade i Catalogue of Life.